# Platygramme mucronata
Platygramme mucronata är en lavart som först beskrevs av Stirt., och fick sitt nu gällande namn av A. W. Archer. Platygramme mucronata ingår i släktet Platygramme och familjen Graphidaceae.   Inga underarter finns listade i Catalogue of Life.